# The Great North
The Great North es una serie de televisión de comedia animada estadounidense creada por Wendy Molyneux, Lizzie Molyneux y Minty Lewis para FOX. La serie se estrenó 3 de enero de 2021. En agosto de 2022, la serie fue renovada para una cuarta temporada, que se estrenó el 7 de enero de 2024. En enero de 2024, la serie fue renovada para una quinta temporada, que se estrenó el 22 de diciembre de 2024.

## Sinopsis
Beef Tobin es un padre soltero que vive en el pueblo ficticio de Lone Moose, Alaska con sus cuatro hijos, Wolf, Ham, Judy y Moon. La vida de Beef se centra en la crianza de sus hijos y en mantener a la familia unida. A veces es autoritario y asfixiante, pero su profundo amor por su familia es un tema central en cada episodio de la serie.

## Personajes

### Principales
- Nick Offerman como Beef Tobin, un pescador y padre divorciado de cuatro hijos. Beef todavía está asimilando que su exesposa Kathleen haya abandonado a su familia.[8]
- Jenny Slate como Judy Tobin, la hija de Beef.[8]
- Will Forte como Wolf Tobin, el hijo mayor de Beef.[8]
- Dulcé Sloan como Honeybee Shaw, la prometida de Wolf.[8]
- Paul Rust como Ham Tobin, el hijo mediano de Beef, que es abiertamente gay.[8]
- Aparna Nancherla como Moon Tobin, el hijo menor de Beef, que lleva un traje de oso.[8]
- Megan Mullally como Alyson Lefebvrere, la jefa de Judy.[8]
- Alanis Morissette como Alanis Morissette, la amiga imaginaria de Judy que aparece en la Aurora Boreal.[8]

### Invitados
- Judith Shelton como Londra Pennypacker, una señora que trabaja en los muelles.
- Julio Torres as Crispin Cienfuegos, El enamorado de Judy, que trabaja en el bar de batidos del centro comercial.
- Robin Thede como Diondra Tundra
- Ray Dewilde como el Alcalde Peppers
- David Herman como Santiago Carpaccio
- Ariel Tweto como Kima, la mejor amiga de Judy.[9]

Próximamente
- Nat Faxon como Calvin[10]
- John Early como Henry[10]
- Ron Funches como Jerry[10]
- Chelsea Peretti como Lara[10]
- Phil Lamarr como Louis[10]
- Gabe Delahaye como el viejo Jody Jr[10]
- Daniele Gaither como Ruth[10]
- Andy Daly como el Tío Mike[10]
- Brooke Dillman como Dell y Zoya[10]
- Kelvin Yu como Steven Huang[10]

## Episodios
| Temporada | Temporada | Episodios | Episodios | Emisión original         | Emisión original         |
| Temporada | Temporada | Episodios | Episodios | Primera emisión          | Última emisión           |
| --------- | --------- | --------- | --------- | ------------------------ | ------------------------ |
|           | 1         | 11        | 11        | 3 de enero de 2021       | 16 de mayo de 2022       |
|           | 2         | 22        | 22        | 26 de septiembre de 2022 | 22 de mayo de 2022       |
|           | 3         | 22        | 22        | 25 de septiembre de 2022 | 21 de mayo de 2023       |
|           | 4         | 20        | 20        | 7 de enero de 2024       | 15 de septiembre de 2024 |
|           | 5         | —         | —         | 22 de diciembre de 2024  | —                        |

## Producción

### Desarrollo
El 9 de mayo de 2019, Fox ordenó la producción para la serie de animación. Las compañías de producción involucradas en la serie incluyen a Bento Box Entertainment, Fox Entertainment, y 20th Television. Entre los productores ejecutivos se encuentran Loren Bouchard, Minty Lewis y las hermanas Lizzie y Wendy Molyneux. El 22 de junio de 2020, Fox renovó la serie para una segunda temporada antes de su estreno. El 17 de mayo de 2021, Fox renovó la serie para una tercera temporada, un día después de emitir el final de primera temporada. La segunda temporada se estrenó el 26 de septiembre de 2021. La tercera temporada se estrenó el 25 de septiembre de 2022. El 26 de agosto de 2022, Fox renovó la serie para una cuarta temporada. La cuarta temporada se estrenó el 7 de enero de 2024. El 27 de enero de 2024, la cocreadora Wendy Molyneux anunció que se había ordenado una quinta temporada y que la producción ya estaba en curso.

### Casting
El 9 de mayo de 2019, se anunció que Nick Offerman, Jenny Slate, Megan Mullally, Will Forte, Aparna Nancherla, Paul Rust, y Dulcé Sloan se habían unido al elenco principal de la serie. Todos, excepto Sloan, han sido invitados o tienen papeles recurrentes en Bob's Burgers. El 22 de junio de 2020, se anunció que Alanis Morissette se había unido al elenco principal de la serie, prestando voz a sí misma.

## Lanzamiento
El 13 de mayo de 2019 se anunció que la serie se estrenaría en 2020, sin embargo, el 11 de mayo de 2020, se anunció que su estreno estaba previsto para la mitad de temporada durante la temporada de televisión 2020–21. Más tarde, se anunció que la serie se estrenaría en febrero de 2021. El 18 de diciembre de 2020 se anunció que la serie se estrenaría el 14 de febrero de 2021, como parte del bloque de programación Animation Domination de Fox. El 22 de diciembre de 2020 se anunció que la serie tendría un preestreno especial el 3 de enero de 2021.